# Hypnoidus carinatissimus
Hypnoidus carinatissimus là một loài bọ cánh cứng trong họ Elateridae. Loài này được Cherepanov miêu tả khoa học năm 1957.